# Акимов, Георгий Владимирович
Георгий Владимирович Акимов (англ. Akimov G. V., 10 (23) апреля 1901, Москва, Российская империя — 23 января 1953, Москва, СССР) — советский учёный, физикохимик, основатель советской научной школы коррозионистов. Лауреат трёх Сталинских премий (1945, 1946, 1949).

## Биография
Родился 10 (23) апреля 1901 года в Москве в семье учителя. В 1918 году окончил гимназию и поступил в Московский университет на физико-математический факультет.
В 1919 году прервал учёбу и вступил в ряды РККА, назначен помощником командира роты, затем — комиссаром. В 1921 году откомандирован из РККА, для продолжения образования поступает на химический факультет Московского высшего технического училища (МВТУ), которое окончил в 1926 году. Член РКП(б) с 1920 года.
В 1926—1932 годах работал в ЦАГИ под руководством И. И. Сидорина научным сотрудником, затем начальником секции металлов отдела испытаний авиационных материалов.
В 1932 году назначен начальником отдела общего Всероссийского научно-исследовательского института авиационных материалов (ВИАМ) в составе семи лабораторий. Одновременно, начальник металлографической лаборатории и лаборатории физики металлов (последней до 1953). В 1934 году создал в ВИАМ группу для создания броневой защиты самолётов, в которой работали С. Т. Кишкин и Н. М. Скляров.
В 1940—1949 годах заведовал лабораторией коррозии металлов и сплавов ИФХАН.
В 1941—1946 годах руководил группой по металловедению и дефектоскопии отдела трения и износа ИМАШАН.
В 1947 году становится председателем организованной им же Комиссии по борьбе с коррозией металлов при Отделении химических наук АН СССР.
В 1949—1953 годах директор ИФХАН СССР. Член-корреспондент АН СССР (1939)
Акимов работал в области металловедения, один из основателей теории коррозии металлов. Член Американского общества металлов (США), Фарадеевского общества (Великобритания). Под руководством Акимова была создана первая в СССР лаборатория по изучению коррозионной стойкости авиационных сплавов. Работая в области пассивности открыл явление перепассивации. Акимов — учёный, физико-химик, общественный деятель и организатор науки, член-корреспондент АН СССР (1939), заведующий отделом ИФХАН,
Умер 23 января 1953 года. Похоронен в Москве на Новодевичьем кладбище (участок № 4).

## Награды и премии
- Сталинская премия (1945, 1946, 1949)[7]
- премия имени Д. И. Менделеева АН СССР (1952)
- заслуженный деятель науки и техники РСФСР (1943)
- два ордена Ленина (10.06.1945; 1946)[7]
- орден Трудового Красного Знамени (29.10.1949)
- медаль «За доблестный труд в Великой Отечественной войне 1941—1945 гг.» (1945),
- медаль «В память 800-летия Москвы» (1947).

## Направления научной деятельности
Физико-химия металлов
После выхода в свет в 1940 году монографии «Теория и методы исследования коррозии металлов» и учебника «Основы учения о коррозии и защите металлов» началась целая серия работ в области теоретических и экспериментальных исследований коррозии металлов. С этими работами связано создание сети коррозионных станций в представительных климатических зонах страны — Дальние Зеленцы, Звенигород, Владивосток, Батуми. Теория структурной коррозии и теория многоэлектродных систем, созданные Г. В. Акимовым, нашли широкое признание в СССР и за рубежом. Его работы в области пассивности ознаменовались открытием явления перепассивации. Акимов автор более 250 научных трудов по проблемам коррозии металлов.
В 1927—1934 годах принимал участие в составлении «Технической энциклопедии» под редакцией Л. К. Мартенса, автор статей из раздела «лёгкие сплавы».
Научно-технические достижения
- Разработана холоднокатаная аустенитная нержавеющая сталь[4][9],[10].
- Создана[11][12] хром-марганцево-кремнистая сталь — «хромансиль»[13].
- Обоснованы[14] способы борьбы с межкристаллитной коррозией коррозионностойких сталей.[15]
- Разработаны[16] методы защиты (анодирование, пассивирование и другие) металлов от коррозии.
- Завершено[17] составление единой спецификации металлических материалов[18].
- Возглавлена[19] комиссия[20] по вопросам защиты от коррозии при создании первого промышленного уран-графитового реактора.
- Автор 250-ти научных трудов.

Сочинения
- Монография «Металлы и сплавы в химическом аппаратостроении» (1928)
- «Новые методы защиты легких алюминиевых сплавов от коррозии» (1929)
- «Электрохимическая защита легких алюминиевых сплавов при помощи цинка» (1929)
- Монография «Теория и методы исследования коррозии металлов», М.— Л., (1945)
- «Основы учения о коррозии и защите металлов», М.: «Металлургиздат» (1946)

## Память
- Имя Акимова присвоено лаборатории коррозии металлов и сплавов Института физической химии АН СССР.
- Имя Акимова присвоено научно-исследовательскому институту защиты материалов (Прага)[4].
- именем Георгия Владимировича назван научный центр климатических испытаний (позволяющий в условиях морского климата проводить комплексные испытания материалов, элементов конструкций и изделий, а также отработку систем защиты от коррозии, старения и биоповреждений)[21].